# ده شیخ دیلگون
ده شیخ دیلگون، روستایی از توابع بخش مرکزی شهرستان بویراحمد در استان کهگیلویه و بویراحمد ایران است ، ساختار طایفه این ییلاق طایفه بابکانی طایفه آقایی وکی، کدخدا و برخورداری و رمضانی طایفه اولادمیرزاعلی می باشد .

## جمعیت
این روستا در دهستان سپیدار قرار دارد و بر اساس سرشماری مرکز آمار ایران در سال ۱۳۸۵، جمعیت آن ۹۶ نفر (۱۴خانوار) بوده‌است.